# Pezzalunga
Pezzalunga, nota anche come Pezzalonga è una frazione di 585 abitanti, del comune di Acerra, nella città metropolitana di Napoli, in Campania.

## Geografia fisica
Distante circa 6 km dal comune di Acerra, è situata nel quadrante nord-orientale del comune, ai confini con Cancello Scalo, Faibano Di Marigliano e la frazione nolana di Polvica. Il territorio è caratterizzato da un paesaggio prevalentemente agricolo, e pianeggiante, sorgente a 33 metri sul livello del mare.

## Monumenti e luoghi d'interesse
Nella frazione di Pezzalunga è presente una chiesa costruita verso la fine del 1600, dedicata a San Carlo Borromeo..

## Società
Nota come la frazione più popolosa del comune di Acerra, vi si trova una scuola materna ed elementare la cui direzione didattica è ubicata nel capoluogo.